# Алкадиени
Алкадиените (наречени още диени) са ненаситени въглеводороди с обща формула CnH2n-2, n≥3, съдържащи в молекулата си две двойни връзки. Те са бифункционални въглеводороди, структурни изомери на алкините, но по химическите свойства наподобяват алкените. Характерни за тях са присъединителни реакции към С=С връзките. Някои алкадиени са предшественици на важни биосинтетични вещества.

## Хомология
| Обща молекулна формула | Наименование        |
| ---------------------- | ------------------- |
| C3H4                   | ален, 1,2-пропадиен |
| C4H6                   | бутадиен            |
| C5H8                   | пентадиен           |
| C6H10                  | хексадиен           |
| C7H12                  | хептадиен           |
| C8H14                  | октадиен            |
| C9H16                  | нонадиен            |
| C10H18                 | декадиен            |
| C11H20                 | ундекадиен          |
| C12H22                 | додекадиен          |
| CnH2n-2 при n≥3        | алкадиен            |

## Видове
Спрямо взаимното положение на двете двойни връзки алкадиените се делят на три групи. За всички видове са характерни горене и полимеризация.

### Диени със струпани двойни връзки
Това са диени, при които двете двойни връзки са при един и същ въглероден атом. Най-простият представител на този вид диени, а и на класа съединения като цяло, е ален (1,2-пропадиен). Структурата им може схематично да бъде представена като R-HC=C=CH-R.

### Диени със спрегнати двойни връзки
При тях двойните връзки са при два съседни въглеродни атома. Първият представител на техния хомоложен ред е 1,3-бутадиен (H2C=CH-CH=CH2). Според теорията на валентността съединението съдържа две двойни и една проста връзка между въглеродните атоми във веригата. Според съвременните представи за строежа на молекулите четирите въглеродни атома са свързани с една проста и с една четириелектронна спрегната делокализирана химична връзка. За този вид алкадиени са характерни присъединителни реакции при въглеродните атоми, свързани със спрегнати двойни връзки. При 1,3-бутадиена това е известно като 1,4-заместване. Структурата им може схематично да бъде представвена като R-HC=CH-CH=CH-R.

### Диени с изолирани двойни двъзки
Ако двойните връзки са разделени от поне три въглеродни атом, то това е диен с изолирани двойни връзки. Първият им представител е 1,4-пентадиен (H2C=CH-CH-CH=CH2). Структурата им може схематично да бъде представена като R-HC=CH-CH-CH=CH-R.